# 低价镁化合物

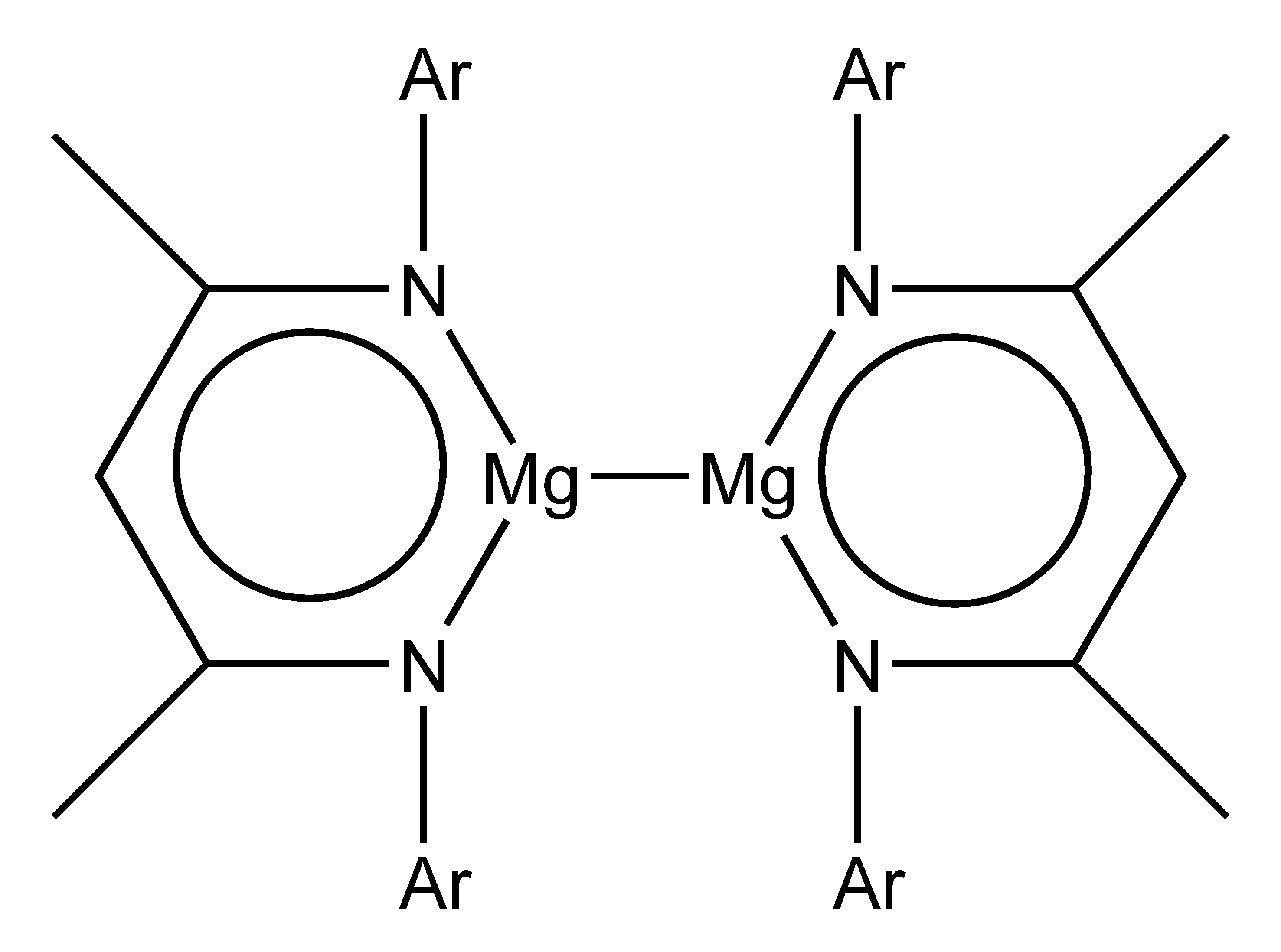
最早发现的低价镁化合物之一，黄色固体，Ar代表2,6-双（异丙基）苯基。注：其中两个六元环平面夹角为90°

低价镁化合物，指镁元素在其中的氧化态为+1的化合物，近年来已制得稳定的Mg(I)化合物，也是首次发现碱土金属能表现出稳定的+1氧化态。

## 背景
作为一种碱土金属元素，镁的主要氧化态为+2，除了三元金属氢化物Mg2RuH4、Mg3RuH3和Mg4IrH5以及二硼化镁不能简单地用氧化态描述。MgB2中的Mg-Mg间距明显缩短，说明有相互作用（以上几种特殊的物质中，Mg-Mg键的键长分别是293 pm、303 pm、275 pm、308pm），科学家已经假设其中含有Mg22+单元。理论计算证实了Mg22+离子的稳定性。同时Mg22+离子也已经被发现可以较长期的存在于液相和气相中，但稳定的Mg(I)化合物一直未能制得。

## 制备与结构
2007年三位化学家在《科学》杂志上发表文章，报道他们用过量的金属钾在甲苯中还原MgII的碘配合物，制得了两种稳定的Mg(I)化合物，两种物质的化学式都可以写成L2Mg2，其中L代表一个大阴离子配體，该反应使用的大阴离子配体如下：
- 胍基配体（priso），[(Ar)NC(NPri2)N(Ar)]–（其中 Ar = 2,6-双（异丙基）苯基、Pri = 异丙基），其形成的低价镁化合物为无色。
- 酮亚胺（英语：NacNac）配体（nacnac），{[(Ar)NC(Me)]2CH}−,- （其中 Ar = 2,6-双（异丙基）苯基、Me = 甲基），其形成的低价镁化合物为黄色固体。

X射线晶体学研究发现，其中Mg-Mg键的键长分别是285.1pm和284.6pm。理论研究表明他们实际上是离子化合物，化学式为Mg22+(L−)2。2族元素形成的Mg22+离子与12族元素形成的Hg22+离子（存在于氯化亚汞等物质中）、Cd22+离子（存在于四氯铝酸镉(I)中）类似。

## 性质
目前制得的两种低价镁化合物容易与空气和水反应，但是有着较好的热稳定性，其热分解温度分别为170℃和300℃。